# Yerseke
Die Ortschaft Yerseke (seeländisch Yese) gehört zur Gemeinde Reimerswaal in der niederländischen Provinz Zeeland. Sie liegt an der Nordostküste der Halbinsel Zuid-Beveland.
Der Bahnhof des Ortes liegt an der Zeeuwse Lijn, die von Roosendaal nach Vlissingen führt.
Im Ort befindet sich die spätgotische evangelische Odulphuskirche aus dem 15. Jahrhundert.
Yerseke ist bekannt für seine Austern- und Miesmuschelzucht. Von der hiesigen Auktion werden die „Zeeuwse Muscheln“ europaweit vertrieben. Die Muschelbänke in der Oosterschelde waren ein wichtiges Argument, um das Oosterschelde-Sturmflutwehr als bewegliches Wehr auszuführen.

## Persönlichkeiten
- Neeltje Lokerse (1868–1954), Dienstmädchen und Frauenrechtlerin
- Johnny Hoogerland (* 1983), Rennradfahrer
- Antwan Tolhoek (* 1994), Radrennfahrer

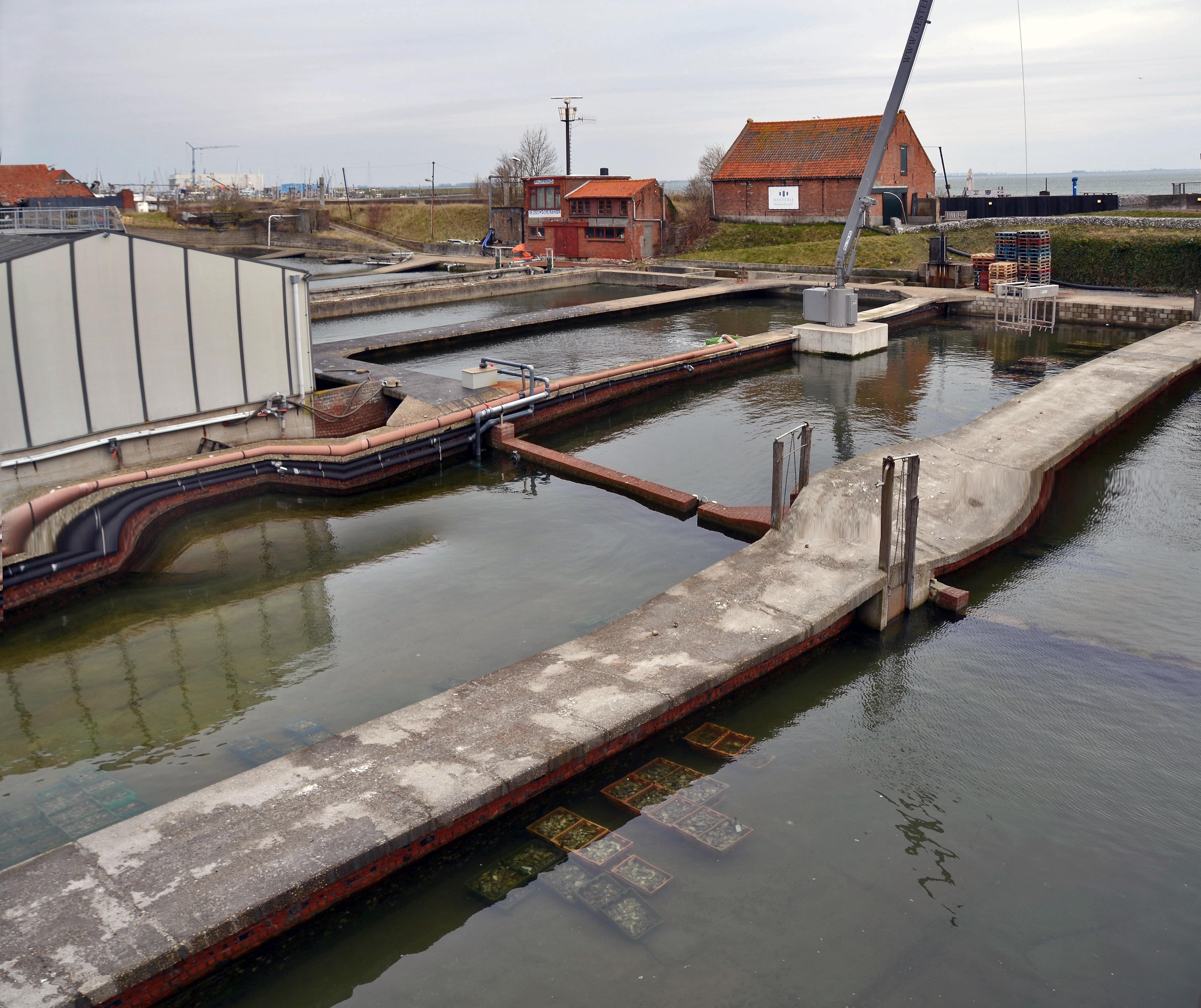
Yerseke - Austernzuchtbecken

Bei Yerseke liegt auch das Naturgebiet der Yerseke Moer. In diesem Gebiet rasten und brüten zahlreich seltene Vögel, unter anderem Blässgänse, Seidenreiher, Säbelschnäbler, Löffler sowie der Große Brachvogel, deretwegen das Gebiet besonderen Schutz genießt. 

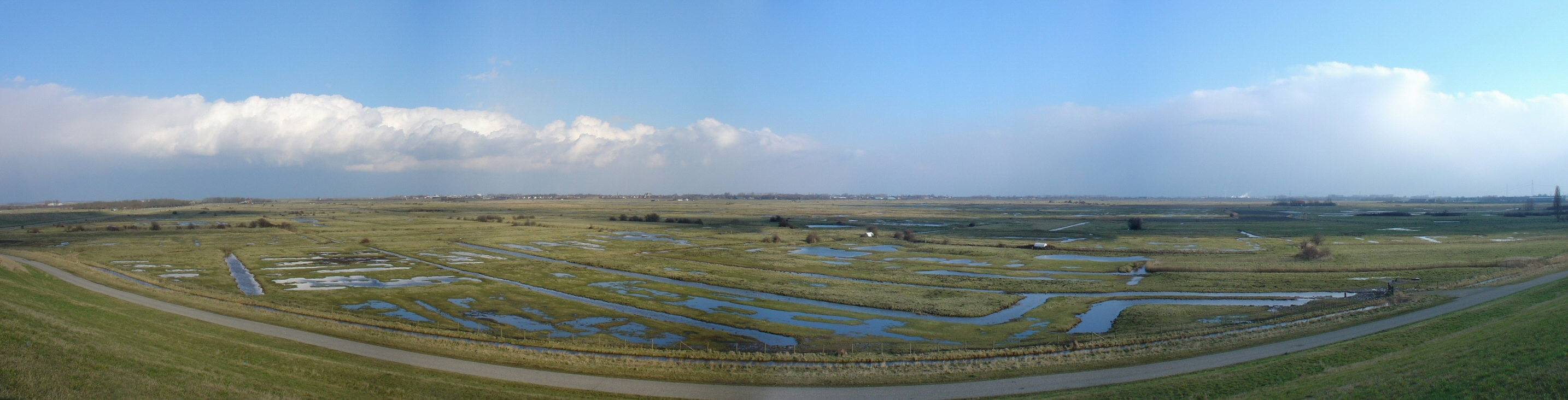
Yerseke Moer